# Triple Crown (vrouwenbasketbal)
De Triple Crown is een term in het Europese professionele club basketbal die betekent dat een club landskampioen wordt in de hoogste nationale divisie, de nationale basketbalbeker wint, en de EuroLeague Women wint in hetzelfde seizoen. Er zijn maar elf Europese clubs (in veertien keer), die de Triple Crown gehaald hebben.

## Alle behaalde Triple Crowns
| Seizoen | Club                      |
| ------- | ------------------------- |
| 1968-69 | TTT Riga                  |
| 1978-79 | Rode Ster Belgrado        |
| 1979-80 | Fiat Torino               |
| 1993-94 | Pool Comense              |
| 1994-95 | Pool Comense              |
| 1995-96 | BTV Wuppertal             |
| 2004-05 | VBM-SGAU Samara           |
| 2005-06 | Gambrinus Sika Brno       |
| 2012-13 | UMMC Jekaterinenburg      |
| 2013-14 | Galatasaray Odeabank      |
| 2014-15 | ZVVZ USK Praag            |
| 2018-19 | UMMC Jekaterinenburg      |
| 2021-22 | Sopron Basket             |
| 2023-24 | Fenerbahçe Alagöz Holding |

## Per club
| Club                      | Triple Crowns |
| ------------------------- | ------------- |
| Pool Comense              | 2             |
| UMMC Jekaterinenburg      | 2             |
| TTT Riga                  | 1             |
| Rode Ster Belgrado        | 1             |
| Fiat Torino               | 1             |
| BTV Wuppertal             | 1             |
| VBM-SGAU Samara           | 1             |
| Gambrinus Sika Brno       | 1             |
| Galatasaray Odeabank      | 1             |
| ZVVZ USK Praag            | 1             |
| Sopron Basket             | 1             |
| Fenerbahçe Alagöz Holding | 1             |

## Per land
| Land        | Nationale competitie            | Triple Crowns |
| ----------- | ------------------------------- | ------------- |
| Italië      | Lega Basket Serie A             | 3             |
| Rusland     | Russische superliga             | 3             |
| Tsjechië    | Tsjechische Liga                | 2             |
| Turkije     | Türkiye Bayanlar Basketbol Ligi | 2             |
| Sovjet-Unie | Premjer-Liga                    | 1             |
| Joegoslavië | Joegoslavische Basketbal Liga   | 1             |
| Duitsland   | Basketball Bundesliga           | 1             |
| Hongarije   | Nemzeti Bajnokság I/A           | 1             |